# Брод (Болгарія)
Брод (болг. Брод) — село в Хасковській області Болгарії. Входить до складу общини Димитровград.

## Населення
За даними перепису населення 2011 року у селі проживали 763 особи, з них 741 особа (99,7%) — болгари.
Розподіл населення за віком у 2011 році:
Динаміка населення: